# اومیروو
اومیروو (به لاتین: Umirovo) یک منطقهٔ مسکونی در روسیه است که در باشقیرستان واقع شده‌است.